# The Word (The-Beatles-Lied)
The Word (englisch für: Das Wort) ist ein Lied der britischen Band The Beatles, das 1965 auf ihrem sechsten Studioalbum Rubber Soul veröffentlicht wurde. Komponiert wurde es von John Lennon und Paul McCartney und unter der Autorenangabe Lennon/McCartney veröffentlicht.

## Hintergrund
The Word basiert auf den musikalischen Ideen von John Lennon und Paul McCartney. Erstmals wurde von den Beatles Liebe in einem Lied als fiktives Konzept textlich erfasst. Der Text von The Word wirkt teilweise wie eine Verkündigung eines religiösen Predigers.
John Lennon sagte im Nachhinein dazu: „Als ich noch jünger war, zur Zeit von Rubber Soul, dämmerte mir irgendwie, dass Liebe die Antwort war. Zum ersten Mal brachte ich das in einem Song namens The Word zum Ausdruck.“
Paul McCartney ergänzte: „The Word könnte ein Lied der Heilsarmee sein. Das Wort ist Liebe, aber es könnte auch Jesus sein. Das ist es wohlgemerkt nicht, könnte es aber sein.“
The Word wurde nicht in das Liverepertoire der Gruppe im Jahr 1965 aufgenommen.

## Aufnahme
The Word wurde am 10. November 1965 in den Londoner Abbey Road Studios (Studio 2) mit dem Produzenten George Martin aufgenommen. Norman Smith war der Toningenieur der Aufnahmen. Die Band nahm insgesamt drei Takes auf, wobei der 3. Take für die finale Version verwendet wurde. In einer sieben stündigen Aufnahmesession zwischen 21 und 4 Uhr wurden die Lieder The Word und I’m Looking Through You eingespielt.
Die Abmischungen des Liedes erfolgten am 11. November 1965 in Mono und in Stereo.
Die US-amerikanische Stereoversion von The Word enthält eine andere Abmischung (gedoppelter Gesang von John Lennon) als die britische Stereoversion.
Besetzung
- John Lennon: Rhythmusgitarre, Gesang
- Paul McCartney: Bass, Klavier, Gesang
- George Harrison: Leadgitarre, Gesang
- Ringo Starr: Schlagzeug, Maracas
- George Martin: Harmonium

## Veröffentlichungen
- Am 7. Dezember 1965 erschien in Deutschland das zehnte Beatles-Album Rubber Soul, auf dem The Word enthalten ist. In Großbritannien wurde das Album schon am 3. Dezember 1965 veröffentlicht, dort war es das sechste Beatles-Album.
- In den USA wurde The Word auf dem dortigen elften Album Rubber Soul am 6. Dezember 1965 veröffentlicht.
- Am 26. Februar 1987 erfolgte die Erstveröffentlichung des Albums Rubber Soul als CD in Europa (USA: 21. Juli 1987), in einer von George Martin im Jahr 1986 hergestellten digitalen neuen Stereoabmischung.

## Coverversionen
Folgend eine kleine Auswahl:
- The Carnival – Carnival [5]
- 13th Floor Elevators – Live "S.F. 66" [6]
- Mandy Smith – This Bird Has Flown: A 40th Anniversary Tribute To The Beatles' Rubber Soul [7]